# Conferencia de Lausana de 1949
La Conferencia de Lausana de 1949 fue convocada por la Comisión de las Naciones Unidas de Conciliación para Palestina (UNCCP) desde el 27 de abril hasta el 12 de septiembre de 1949 en Lausana, Suiza. Los representantes de Israel, los países árabes de Egipto, Jordania, Líbano y Siria, y el Alto Comité Árabe y varias delegaciones de refugiados estuvieron presentes para resolver los conflictos derivados de la guerra árabe-israelí de 1948, principalmente sobre los refugiados y los territorios en el marco de la Resolución 194 y la Resolución 181.

## Trasfondo
Después de la aprobación del Plan de Partición de la ONU y el fin del mandato británico, el Yishuv proclamó el Estado de Israel. Durante la guerra civil en el mandato de Palestina y la subsiguiente guerra árabe-israelí de 1948, en torno a 700.000 árabes palestinos huyeron o fueron expulsados de la zona que se convirtió en Israel. Más de 500 aldeas árabes, y una decena de aldeas y barrios judíos, fueron despoblados durante la guerra de 1948.
Se estableció la Comisión de Conciliación para Palestina el 11 de diciembre de 1948 por la resolución 194. Un mes antes de la Conferencia de Lausana, el 29 de marzo de 1949, un golpe de Estado tuvo lugar en Siria. Entre el 6 de enero y 3 de abril de 1949, los acuerdos de armisticio fueron firmados por Israel, Egipto, Líbano y Jordania. El 20 de julio de 1949, se firmó un acuerdo de armisticio con Siria. Durante la Conferencia, el 11 de mayo, Israel fue admitido como miembro de las Naciones Unidas.

## Tema de las negociaciones
Entre los temas discutidos estaban las cuestiones territoriales y el establecimiento de fronteras reconocidas, la cuestión de Jerusalén, la repatriación de los refugiados (y si la cuestión podría discutirse separadamente del conflicto árabe-israelí en general), contrademandas israelíes por daños de guerra, el destino de los campos de naranjos que pertenecen a los refugiados árabes y de sus cuentas bancarias bloqueadas en Israel.

## El Protocolo de Lausana

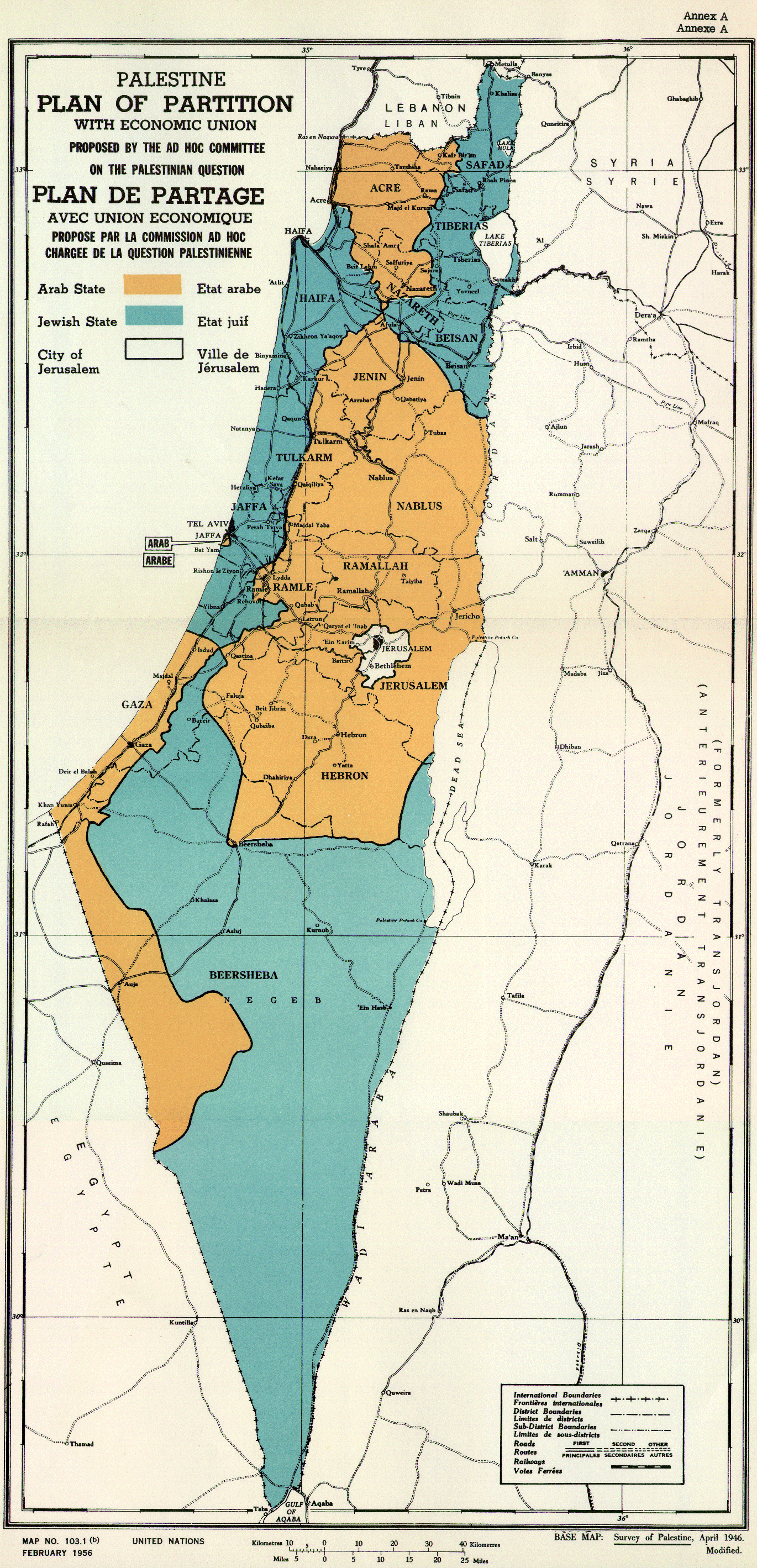
Mapa de partición de la Resolución 181.

El 12 de mayo de 1949, las partes firmaron el Protocolo de Lausana. Anexo al Protocolo había una copia del mapa de partición de la Resolución 181. El tercer informe de progreso del UNCCP establece que mientras que el mapa estaba para formar la base para la discusión, los ajustes de sus límites se podrían proponer. En consecuencia, Israel firmó el protocolo pero no se comprometió a la aceptación de las líneas dibujadas en el mapa.

## Posiciones básicas
Las condiciones para la negociación eran complejas, ya que las cuestiones de los refugiados y de los territorios estaban estrechamente vinculadas. Los participantes árabes solo querían actuar en bloque. Israel solamente quería negociar con estados separados. A medida que las delegaciones árabes se negaron a hablar directamente con Israel, la Comisión de Conciliación iba y venía entre las partes. Israel también se negó a negociar en cualquier punto por separado; deseo ajustar todos los problemas a la vez en el marco de un acuerdo general.
Las posiciones de Israel podrían ser descritas de la siguiente manera: «los dos huesos principales de la contienda fueron los refugiados y el territorio. La posición de Israel respecto a lo anterior fue clara y enfática: Los estados árabes fueron los responsables del problema de los refugiados, por lo que la responsabilidad de resolverlo descansaba sobre ellos. Israel estaba dispuesto a hacer una modesta contribución financiera hacia la resolución de este problema, pero sólo como parte de un arreglo global del conflicto y solamente si los refugiados serían reasentados en los países árabes. Sobre la segunda cuestión, la posición de Israel fue que las fronteras permanentes entre ella y sus vecinos deben basarse en las líneas de alto el fuego, con ajustes menores».
Los árabes querían negociar sobre la base de las resoluciones de la ONU 194 y 181. Ellos querían a Israel aceptara primero el «derecho al retorno». Israel rechazó el principio de «la repatriación de los refugiados y el pago de la compensación debida por su propiedad perdida o dañada, así como para la propiedad de aquellos que no desean regresar» tal como fue formulada en la Resolución 194, y pidió grandes cantidades de tierra a cambio del retorno de un número limitado de refugiados. Los árabes querían el reconocimiento de las áreas asignadas a ellos por el Plan de Partición y el retorno inmediato de los refugiados procedentes de las áreas que fueron conquistadas por Israel.

### Posición estadounidense
En un memorando del 27 de mayo de 1949 al presidente de Estados Unidos Harry S. Truman, el Departamento de Estado informó sobre las demandas territoriales de Israel y su negativa a ceder en el problema de los refugiados. Las demandas territoriales incluían una porción del sureste del Líbano, la Franja de Gaza y partes de Transjordania, así como las partes del Estado árabe definido por la ONU que Israel había ocupado. El memo tomó nota de las intenciones israelíes para lograr un cambio en las posiciones de Estados Unidos a través de sus propios medios, y la amenaza israelí de obtener más territorio por la fuerza. Según la nota, probablemente la Conferencia de Lausana fracasaría cuando los árabes aprendieran de la negativa de Israel a hacer concesiones en el territorio o los refugiados. El memo recomienda tomar medidas y reconsiderar las relaciones de Estados Unidos con Israel, si no respondía favorablemente.

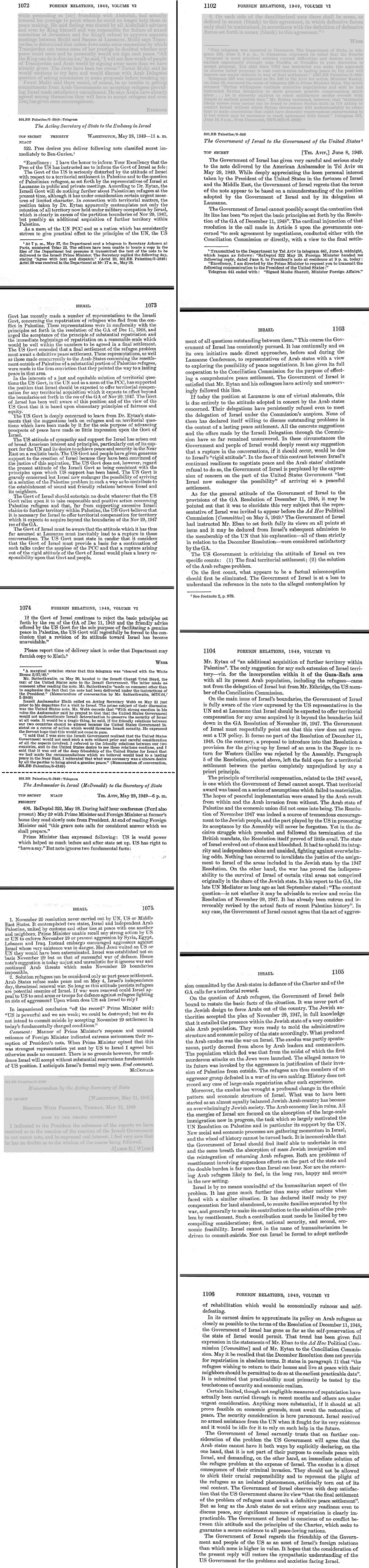
Nota estadounidense del 28 de mayo a Ben-Gurión y la respuesta israelí del 8 de junio.

Alarmado por la actitud intransigente de Israel, el presidente estadounidense envió el 28 de mayo de 1949 una nota al primer ministro israelí, David Ben-Gurión, expresando que no estaba muy contento con las «excesivas demandas israelíes sobre territorios adicionales dentro de Palestina» y su «rechazo a los principios básicos de la resolución establecida por la Asamblea General del 11 de diciembre de 1948». La posición de Estados Unidos era que Israel debía ofrecer una compensación territorial por cualquier territorio que había adquirido fuera de los límites establecidos en la Resolución de la ONU del 29 de noviembre de 1947. Los EE. UU. advirtieron que la actitud de Israel hasta el momento en Lausana «iba a conducir inevitablemente a una ruptura en las conversaciones (...) y que una ruptura derivada de la actitud rígida del Gobierno de Israel sería una pesada responsabilidad sobre ese Gobierno y su pueblo». Los EE. UU. advirtieron de una revisión de su relación con Israel.
Cuando el embajador de Estados Unidos al día siguiente entregó el telegrama a Ben-Gurion, este reaccionó diciendo que Estados Unidos y la ONU había sido incapaces de hacer cumplir la resolución del 29 de noviembre y para prevenir la agresión árabe. Afirmó que Israel no se estableció sobre la base de la resolución, sino en la de una exitosa guerra defensiva. Debido a que los estados árabes se negaron a hacer la paz, él consideraba a los refugiados potenciales enemigos de Israel.

### Respuesta israelí
El 8 de junio, Israel respondió a la nota del 28 de mayo. Afirmó la voluntad de Israel de negociar y que su plena cooperación con la Comisión de Conciliación demostraba que no rechazaba los principios básicos de la Resolución 194. El estancamiento se debió enteramente a la actitud de los estados árabes.
Israel afirmó que su admisión como miembro de la ONU, después de exponer sus puntos de vista con respecto a la resolución ante el Comité, significaba que la ONU los consideraba satisfactorios; una afirmación del Gobierno de Estados Unidos rechazó firmemente.
De acuerdo a Israel, no estaba comprometido con los límites determinados en el Plan de Partición debido a que el párrafo 5 de la Resolución 194, también de acuerdo con Israel, dejó el campo abierto para un arreglo territorial completamente libre de prejuicios en virtud de algún principio a priori.
Los refugiados fueron (por lo tanto) los miembros de un grupo agresor derrotado en una guerra de su propia creación. «El éxodo es una consecuencia directa de la invasión criminal [del Estado árabe]». Era inconcebible «emprender en un único y mismo aliento la absorción de la inmigración judía masiva y la reintegración de los refugiados repatriados árabes».

## Las negociaciones

Los límites definidos en el Plan de Partición de la ONU (1947) para Palestina:
Área asignada para el Estado judío.
Área asignada para el Estado árabe.
Planeado Corpus separatum con la intención de que Jerusalén no estuviera ni bajo control judío ni árabe.
Línea Demarcadas de Armisticio de 1949:
Territorio controlado por los israelíes desde 1949.
Territorio controlado por los árabes hasta 1967.

### Fronteras
La posición de Israel en las fronteras era que debían basarse en la Línea de Armisticio de 1949 (la Línea Verde), con modificaciones menores, y «se negó rotundamente a volver a la línea del plan de partición de 1947». Ya el 20 de mayo de 1949, Israel propuso que sus «fronteras políticas» con, respectivamente, Egipto, Líbano y el Reino Hachemita de Jordania debían ser las mismas que bajo el mandato británico, anexando de este modo Galilea y Gaza. Israel dejó claro a la Comisión de Conciliación, que también deseaba una porción del sureste del Líbano, necesario para su plan de desarrollo, pero todavía no exigido a favor de una paz rápida. Los residentes y los refugiados de Gaza (un área varias veces mayor que la actual franja de Gaza) que eran hostiles hacia Israel debían ser deportados. Según Israel, ningún Estado árabe tenía derecho a ningún territorio en Palestina. Israel tenía «claramente» más exigencias en cuanto a territorio, basándose en su plan de desarrollo. Israel no renunció al ocupado Néguev, porque podía desarrollarlo, cosa que los árabes no pudieron. Además era imposible abandonarlo debido a «razones psicológicas» y porque «sería obviamente una concesión a los británicos, no a los árabes». Jaffa, Lida y Ramla existían simplemente para ser mantenidas. Este último había sido llenado con los inmigrantes y no había lugar para los árabes.
La frontera entre Israel y la «zona central» (es decir, el Margen Occidental) sería la Línea de Armisticio de 1949, sujeta a ciertas modificaciones en los intereses de ambas partes, de este modo, con la anexión israelí de grandes áreas a lo largo del actual Banco Occidental, incluyendo Jerusalén Oeste. Israel declaró que no tenía ambiciones en cuanto a la zona central de Palestina.
En una carta del 31 de agosto de 1949 a la Comisión de Conciliación, Israel exigió que todos los territorios que había conquistado en la guerra de 1948 (alrededor del 60% de las áreas asignadas al estado árabe propuesto) se convertirían en parte de Israel, además del territorio ya asignado en el plan de Partición. Los árabes, por otra parte, insistieron en que cualquier acuerdo debía resolverse sobre la base del Plan de Partición, con ajustes territoriales necesarios en conformidad con el Protocolo de Lausana. Estados Unidos insistía en una compensación territorial por cualquier adquisición territorial más allá de los límites del Plan de Partición propuesto en la Resolución 181.
Los israelíes querían la construcción de un canal de agua de norte a sur por territorio árabe. Según la delegación, era esencial que el canal funcionara enteramente a través de territorio israelí. Solo las áreas judías se beneficiarían, debido a que no tenían ningún interés común con la otra parte. Por lo tanto, el territorio, incluyendo Tulkarem, Qalqiliya y la mayoría de los pueblos de la llanura costera, debía ser anexado por Israel. Esto duplicaría la zona judía asignada en 1947, aparte del Néguev. Israel también quería toda la orilla occidental del Mar Muerto.

### Jerusalén
La cuestión de Jerusalén fue relegada a un subcomité: el Comité de Jerusalén. Las delegaciones árabes aceptaron un régimen internacional permanente bajo supervisión de las Naciones Unidas en la forma propuesta en las Resoluciones 181 y 194. Israel rechazó esto y en cambio prefirió una división de Jerusalén en una zona judía y otra árabe, y el control y la protección internacional solo para los Santos Lugares y sitios.
Durante la conferencia, el gobierno israelí comenzó a mover sus oficinas a Jerusalén Oeste, provocando a los estados árabes y obstruyendo la labor de la Comisión de Conciliación.

### Los refugiados
Al menos la mitad de los aproximadamente 700.000 refugiados eran de las áreas asignadas al estado árabe en el Plan de Partición. En primer lugar, los Estados árabes exigieron el regreso de aquellos refugiados. En mayo y junio de 1949, la delegación de Israel expresó su punto de vista, de que los refugiados árabes deberían resolverse en otros estados e Israel no permitiría su regreso, aparte de un número limitado. El 31 de agosto, esta visión se repitió ante la Comisión de Conciliación. On 31 August, this view was repeated before the Conciliation Commission.
El 1 de agosto, el ministro israelí de Relaciones Exteriores Moshé Sharet declaró en la Knéset, que Israel se consideraba en sí no responsable de ninguna manera por el problema de los refugiados. La posición de Israel sobre los refugiados era que los estados árabes fueron los responsables del problema de los refugiados palestinos ya que fue su agresión que causó la tragedia inicial, y que, por tanto, se trataba de un problema árabe.
Los estados árabes, sin embargo, dijeron que la responsabilidad de la situación era de Israel e «insistieron (...) que todos los refugiados debían poder elegir entre regresar a sus hogares anteriores en lo que solía ser Palestina y recibir compensaciones». Estaban enojados y dispuestos a reasentar a los refugiados en su territorio, ya que no se les permitió regresar, mientras que Israel promovió la inmigración masiva judía y los inmigrantes se mudaron a las casas de los refugiados. Transjordania fue el primer estado preparado para reasentar a los refugiados, a condición de que también tenían la libre elección de regresar a sus hogares.

#### El plan de Gaza
El 20 de mayo, el delegado israelí Walter Eytan presentó la propuesta de David Ben-Gurión de anexionarse Gaza, controlada por Egipto; a cambio Israel aceptaría todos sus habitantes y refugiados, unos 230.000 refugiados y 70.000 habitantes, como ciudadanos de Israel, a condición de que la comunidad internacional podría pagar por su reasentamiento. Israel amenazó a abstenerse de ofrecer y aceptar propuestas sobre el número de refugiados en caso de que la zona de Gaza no fuera incorporada a Israel. La propuesta de anexión de Gaza, también llamada el «Plan de Gaza», se hizo para «hacer una contribución realmente constructiva a gran escala al problema de los refugiados». Israel, sin embargo, no pudo precisar en qué condiciones los refugiados podrían regresar y Egipto tenía miedo de que se redujera su área del desierto del Néguev. La propuesta de Gaza se convirtió en un tema importante en las negociaciones.

#### La «oferta de los 100.000 refugiados»
Si bien las negociaciones estaban en un punto muerto, a Israel se le pidió «romper el hielo», haciendo un gesto de buena voluntad. Israel anunció entonces que iba a pagar una indemnización a los refugiados por sus propiedades abandonadas. Estados Unidos, sin embargo, presionó a Israel a aceptar al menos un cierto número de refugiados. Israel estaba dispuesto a aceptar 100.000 refugiados, supeditados a un acuerdo árabe para una paz global y si su actual territorio (ampliado) permaneciese igual. A veces, este plan es denominado como «la oferta de 100 mil». Después de deducir de los refugiados ya devueltos, sin embargo, la oferta de Israel estaba en efecto únicamente alrededor de 80.000 refugiados. Además, no se les permitió regresar a sus hogares, pero serían reasentados por Israel sujetos a su plan de seguridad y desarrollo económico. La Comisión de Conciliación examinó la propuesta israelí como insatisfactoria. A cambio de repatriación de este número limitado de refugiados, Israel pidió la anexión de todos los territorios que había ocupado hasta los Acuerdos de Armisticio de 1949. El número total de los árabes, incluidos los no refugiados, debía «por razones económicas y de seguridad» no exceder los 250.000, lo que significa que no sería posible mantener la oferta de los 100.000 conjuntamente con el Plan de Gaza.

### Otros asuntos
Además de las delegaciones que representaban a Israel y los Estados árabes, había tres delegaciones representantes de los refugiados. Se incluyeron miembros del Congreso General de los Refugiados, que se había formado en Ramala en marzo de 1949.  Otros representantes notables eran miembros del Comité de Jaffa y habitantes del Distrito.
Si bien el tema principal en Lausana fue el destino de los refugiados, también algunas de las cuestiones relativas a la propiedad de los refugiados fueron discutidas. Los israelíes «explicaron las actividades del Custodio de Propiedad Ausente». El debate de si las cuestiones de propiedad podrían abordarse por separado del conflicto árabe-israelí en general, las afirmaciones israelíes de contador de daños de guerra, el destino de los naranjos de los refugiados y el destino de las cuentas bancarias de los refugiados bloqueadas a Israel. Israel insistió en discutir los refugiados y el tema de la propiedad solo como parte de la resolución de todo el conflicto, mientras que los árabes insistieron en hacer frente a los problemas de los refugiados por separado, sobre todo su repatriación.

## Admisión de Israel como miembro de las Naciones Unidas
En el mes anterior a la Conferencia de Lausana, el Consejo de Seguridad de la ONU recomendó a la Asamblea General admitir a Israel como miembro de las Naciones Unidas, decidiendo que Israel era un Estado amante de la paz y era capaz y dispuesto a cumplir las obligaciones contenidas en la Carta de las Naciones Unidas; Gran Bretaña, miembro permanente, se abstuvo de votar. Israel tenía miedo de que los debates sobre las fronteras y los refugiados podrían retrasar su admisión, y trató de convencer a la Comisión de Conciliación de Palestina para impedir el debate sobre los temas de la ONU en espera del procedimiento de solicitud.
El 11 de mayo, el día antes de que Israel firmara el Protocolo de Lausana, la Asamblea General aprobó la admisión de Israel, en referencia a las Resoluciones 181 y 194. La resolución fue aprobada con 37 votos contra 12. La admisión fue aprobada a pesar de la anexión tranquila de grandes partes de territorio asignado al estado árabe por el Plan de partición de la ONU, incluyendo los puertos de Haifa y Jaffa, Galilea, Gaza, y las áreas alrededor de la Ribera Occidental, incluyendo Jerusalén Oeste.
La ONU esperaba que Israel, como miembro, acataría la Carta y las Resoluciones 181 y 194, ayudando así a fomentar la paz en el Medio Oriente. El 26 de abril de 1949, el presidente israelí Weizmann había escrito al presidente estadounidense Truman: «Ningún acto único, a mi juicio, contribuirá tanto a la pacificación de Oriente Medio, como el ingreso rápido de Israel ante las Naciones Unidas». La admisión también debía contrarrestar la negación por parte de los países árabes de la existencia de Israel.
Menos de un año y medio antes, se había negado una solicitud similar. Esa aplicación fue aprobada sobre la adopción de la Resolución de la Asamblea General 194, que creó la Comisión de Conciliación. El Consejo de Seguridad se dividió sobre si la admisión beneficiaría a las negociaciones sobre Palestina y también sobre las fronteras, que se definían en el Plan de Partición, pero no aceptadas por Israel.
Israel sostuvo que su admisión en la ONU implicaba que la comunidad internacional había acordado con la actitud de Israel respecto a la Resolución 194, un argumento que el gobierno de Estados Unidos fuertemente rechazó.

## Comentarios de los «Nuevos Historiadores» israelíes
Según Fishbach, Israel emergió de Lausana frustrado con el papel desempeñado por la Comisión de Conciliación. Israel notificó formalmente a la Comisión de Conciliación en el otoño de 1949 que el sentido de su función no debería ser iniciar propuestas sino mediar entre los árabes e Israel, que respondería directamente a cada una de las iniciativas de los demás. Para los árabes, el movimiento en el tema de los refugiados sigue siendo la condición sine qua non es posible cualquier discusión más amplia con los israelíes y por lo que también vinieron decepcionados de Lausana.
Según Benny Morris, «las delegaciones árabes llegaron unidas en la exigencia de que Israel declarara la aceptación del principio de repatriación antes de que se prepararan para negociar la paz». Morris cita al delegado israelí Dr. Walter Eythan, diciendo que la delegación israelí había «venido preparada para hacer frente [al problema de los refugiados] con sinceridad y, sobre todo, en el espíritu de realismo». Donde, según Morris, «realismo» significaba «ninguna repatriación». Morris añade que, «la insuficiencia de la ‹oferta de los 100.000›, los estados árabes continuaron su rechazo, su falta de voluntad para aceptar y reconocer la derrota, y su incapacidad para acordar públicamente absorber y reasentar a la mayor parte de los refugiados si Israel accedía a repatriar el resto, el rechazo egipcio del ‹plan de Gaza› y la falta de voluntad de Estados Unidos para aplicar presión persuasiva sobre Israel y comprometer a los estados árabes – todo significaba que el impasse árabe-israelí se mantendría y que los árabes desplazados de Palestina quedarían como refugiados, para ser utilizados durante los años siguientes por los Estados árabes como una poderosa herramienta política y propagandística contra Israel».
Según Avi Shlaim, «acepto que en el período 1947-49 Israel no tuvo otra opción palestina o cualquier otra opción árabe, salvando la opción jordana. El rey Abdullah fue el único jefe de Estado árabe que estaba dispuesto a aceptar el principio de la partición y a coexistir pacíficamente con un estado judío después de que el polvo se asentó».
Ilan Pappé escribe: «El 12 de mayo de 1949, la conferencia logró su único éxito cuando las partes firmaron el Protocolo de Lausana sobre el marco de una paz global, que incluía territorios, refugiados y Jerusalén. Israel aceptó, en principio, permitir el regreso de un número de refugiados palestinos. Este acuerdo israelí se hizo bajo la presión de Estados Unidos, y porque los israelíes querían ser miembros de las Naciones Unidas, que exigía la solución del problema de los refugiados. Una vez que Israel fue admitido en la ONU, se retiró del protocolo que firmó, porque era completamente satisfecho con el statu quo, y no consideró necesario hacer concesiones con respecto a los refugiados o sobre cuestiones de límites. El ministro de Relaciones Exteriores de Israel, Moshé Sharett, había esperado para un acuerdo de paz integral en Lausana, pero él no era rival para el primer ministro David Ben-Gurión, quien vio a los acuerdos de armisticio que detuvo los combates con los estados árabes como suficiente, y puso una baja prioridad sobre un tratado de paz permanente».
Sobre la otra parte de Lausana, Pappé escribe: «Entre los árabes, sólo el rey Abdullah de Transjordania (Jordania de hoy) trabajó para un tratado de paz permanente con Israel, en parte porque había anexado Cisjordania y quería que los israelíes reconocieran esto. Cuando se expusieron las negociaciones secretas de Abdullah y los acuerdos con Israel, fue asesinado el 20 de julio de 1951 en Jerusalén por un palestino». «Al final, no se alcanzó ningún acuerdo. El fracaso para resolver la cuestión de los refugiados condujo a la creación de la Agencia de Naciones Unidas para los Refugiados de Palestina en Oriente Próximo para atender a las necesidades de los refugiados».
Según Yagil Levy, las partes acordaron un protocolo basado en la aceptación de los árabes del principio de partición de Palestina, lo que implica el reconocimiento de Israel y la aceptación israelí del principio de la repatriación de los refugiados palestinos. Sin embargo, Israel, inspirado por sus intereses de seguridad recién definidos, firmó el documento, pero impidió con éxito su traducción a un acuerdo político (Levy, 1997, p. 60). Los israelíes insistieron en discutir soluciones a los problemas de los refugiados en el contexto de un arreglo global del conflicto árabe-israelí. Esto estaba de acuerdo con la postura de la comisión que la interrelación de todos los aspectos del problema era demasiado evidente para ser pasados por alto. El gobierno israelí ofreció brevemente repatriar a 100.000 refugiados, pero solo como parte de un acuerdo final en el que todos los otros refugiados fueran absorbidos por los estados árabes. Se abonaría una indemnización, pero no a los refugiados individuales o estados árabes, solo para un «fondo común» y solo por la tierra que había sido cultivada antes de ser abandonada; no para cualquier bien mueble o la tierra sin cultivar. El fondo común se reduciría en un importe de la indemnización a Israel por las reparaciones de guerra. La Comisión considera esta propuesta insatisfactoria y declaró que:
el Gobierno de Israel no está dispuesto a poner en práctica la parte del párrafo 11 de la resolución de la Asamblea General, del 11 de diciembre de 1948, que resuelve que los refugiados que deseen regresar a sus hogares y vivir en paz con sus vecinos deben ser autorizados a hacerlo la más pronta fecha practicable.
Las delegaciones árabes insistieron en tratar con el problema de los refugiados por separado de una solución global, y se negaron a tratar directamente con la delegación israelí. La comisión encontró que:
Los gobiernos árabes, en cambio, no están preparados totalmente para aplicar el párrafo 5 de la citada resolución, que pide la liquidación definitiva de todas las cuestiones pendientes entre ellos e Israel. Los gobiernos árabes en sus contactos con la Comisión han evidenciado ninguna disposición a llegar a un acuerdo de paz como ante el Gobierno de Israel.
y que ningún progreso constructivo hacia una solución de los problemas existentes sería posible a menos que todas las partes en la controversia, al comienzo de las discusiones, expresaron su determinación de respetar el derecho a la seguridad y la libertad de los ataques de los demás, a una actuación no bélica u hostil hacia los otros, y para promover el retorno de la paz permanente en Palestina.
En general, por razones que estaban más allá de la tarea de la Comisión de la facilitación, este movimiento no vino a pasar. Las respectivas actitudes de las partes sobre este asunto, actitudes que produjeron un estancamiento total en cuanto a la cuestión de los refugiados, son bien conocidas. Los Estados árabes insistieron en una solución previa de la cuestión de los refugiados, al menos en principio, antes de acceder a discutir otras cuestiones pendientes. En su opinión, una solución del problema de los refugiados podría alcanzarse solo como resultado de la aceptación incondicional por parte de Israel del derecho de los refugiados a ser repatriados. Israel, por su parte, mantuvo que ninguna solución de la cuestión de los refugiados que involucrara la repatriación podría contemplarse fuera del marco de un acuerdo de conjunto.